# Chloroclystis eugerys
Chloroclystis eugerys är en fjärilsart som beskrevs av Louis Beethoven Prout 1929. Chloroclystis eugerys ingår i släktet Chloroclystis och familjen mätare. Inga underarter finns listade i Catalogue of Life.